# Tove Alsterdal
Tove Kerstin Alsterdal, née le 28 décembre 1960 à Malmö, est une romancière, journaliste, dramaturge et scénariste suédoise.

## Biographie
Tove Kerstin Alsterdal est née à Malmö d'une famille originaire du nord de le Suède, dans une région frontalière avec la Finlande. Elle est journaliste. Elle écrit des pièces pour une troupe de théâtre, des livres pour la jeunesse, des pièces radiophoniques et des livrets d'opéra. Elle écrit des romans noirs.
En 2009, elle publie un premier roman, Kvinnorma på stranden, traduit en français Femmes sur la plage.
Il est publié en français aux éditions Actes Sud en 2012. 
En novembre 2015, Dans le silence enterré paraît aux éditions Le Rouergue.

## Œuvres

### Romans
- Femmes sur la plage, Actes Sud, coll. « Actes noirs », 2012 ((sv) Kvinnorna på stranden, 2009), trad. Johanna Brock et Erwan Le Bihan  (ISBN 978-2-330-00611-2)Réédition Actes Sud, coll. « Babel noir » no 114, 2014 (ISBN 978-2-330-03310-1)
- Dans le silence enterré, Le Rouergue, coll. « Rouergue noir », 2015 ((sv) I tystnaden begravd, 2012), trad. Johanna Brock et Erwan Le Bihan  (ISBN 978-2-8126-0961-9)Réédition Actes Sud, coll. « Babel noir » no 200, 2018 (ISBN 978-2-330-09715-8)
- Tango fantôme, Le Rouergue, coll. « Rouergue noir », 2017 ((sv) Låt mig ta din hand, 2014), trad. Emmanuel Curtil  (ISBN 978-2-8126-1447-7)Réédition Actes Sud, coll. « Babel noir » no 220, 2019 (ISBN 978-2-330-12030-6)
- La maison sans miroirs, Le Rouergue, coll. « Rouergue noir », 2021 ((sv) Blindtunnel, 2019), trad. Isabelle Piette  (ISBN 978-2-8126-2168-0)Prix Cognac 2021 du Meilleur Roman International